# Michał Pazdan
Michał Pazdan (Krakau, 21 september 1987) is een Pools voetballer die doorgaans als verdediger speelt. Hij verruilde Legia Warschau in januari 2019 voor Ankaragücü. Pazdan debuteerde in 2007 in het Pools voetbalelftal.

## Carrière
Pazdan stroomde in 2004 door vanuit de jeugd van Hutnik Kraków. Nadat hij hiermee in de II liga speelde, maakte hij in juli 2007 een transfer naar Górnik Zabrze. Hiermee speelde hij drie seizoenen in de Ekstraklasa, onderbroken door een jaar in de I liga in het seizoen 2009/10. Na nog drie jaar op het hoogste Poolse niveau met Jagiellonia Białystok, tekende Pazdan in juli 2015 bij Legia Warschau.
Pazdan was basisspeler in het Legia Warschau dat in de seizoenen 2015/16, 2016/17 en 2017/18 drie jaar op rij Pools landskampioen werd. Zijn ploeggenoten en hij wonnen in die periode ook twee keer de nationale beker. Pazdan debuteerde in het seizoen 2015/16 in het shirt van Legia in de Europa League en een jaar later in de UEFA Champions League.
Pazdan verruilde Legia Warschau in januari 2019 transfervrij voor Ankaragücü.

## Interlandcarrière
Pazdan debuteerde op 15 december 2007 in het Pools voetbalelftal. Bondscoach Leo Beenhakker gaf hem toen een basisplaats in een met 1–0 gewonnen oefeninterland thuis tegen Bosnië en Herzegovina. Hij behoorde een jaar later ook tot Beenhakkers selectie voor het EK 2008, maar kwam tijdens het toernooi zelf niet in actie. Pazdan werd na het Europees kampioenschap meer dan vijf jaar niet meer opgeroepen voor de nationale ploeg. Bondscoach Adam Nawalka haalde hem in november 2013 weer bij de selectie, voor een reeks oefeninterlands. Nawalka nam hem ook mee naar het EK 2016. Hierop speelde hij alle vijf de wedstrijden van de Polen van begin tot eind. Polen werd in de kwartfinale na strafschoppen uitgeschakeld door Portugal (1–1, 3–5). Jakub Błaszczykowski was de enige speler die miste. Pazdan speelde twee jaar later ook twee wedstrijden op het WK 2018 onder Nawalka.

## Erelijst
| Ekstraklasa   | 3x | 2015/16, 2016/17, 2017/18 |
| Puchar Polski | 2x | 2015/16, 2017/18          |